# لوئی فیلیپ
لوئی فیلیپ یا لوئی فیلیپ یکم (به فرانسوی: Louis-Philippe Ier) (زادهٔ ۶ اکتبر ۱۷۷۳ – مرگ ۲۶ اوت ۱۸۵۰)، آخرین پادشاه فرانسه از ۱۸۳۰ تا ۱۸۴۸ بود. در دوران جنگهای انقلابی او خود را با فرماندهی سربازانش به عنوان دوک شارتر به دیگران شناساند اما با اعلام تصمیم جمهوری مبنی بر اعدام لوئی شانزدهم شکست خورد.
او در سال ۱۷۹۳ هنگامی که ارتباطش با توطئه احیای سلطنت فرانسه آشکار شد به سوئیس گریخت. پدرش لوئی فیلیپ دوم مورد اتهام قرار گرفت و اعدام شد و لوئی فیلیپ به مدت ۲۱ سال تا بازگشت بوربون‌ها به سلطنت فرانسه در تبعید باقی ماند. او پس از پسرعمویش شارل دهم به سلطنت رسید که با انقلاب ژوئیه مجبور به کناره‌گیری شده بود. پادشاهی لوئی فیلیپ به عنوان سلطنت ژوئیه شناخته می‌شود که در تسلط صنعتگران ثروتمند و بانکداران بود. او در سالهای ۱۸۴۸–۱۸۴۰ خصوصاً تحت تأثیر فرانسوا گیزو دولتمرد فرانسوی سیاستهای محافظه کارانه‌ای را دنبال می‌کرد. او همچنین دوستی با بریتانیا را ارتقا داد و از توسعه سیاست‌های استعماری خصوصاً تصرف الجزایر پشتیبانی کرد. محبوبیت او پس از به وخامت گذاشتن شرایط اقتصادی در سال ۱۸۴۷ کاهش یافت و او با وقوع انقلاب در سال ۱۸۴۸ مجبور به کناره‌گیری شد. او باقی عمر خود را در انگلستان در تبعید به سر برد. طرفداران او به عنوان اورلئانیست‌ها شناخته می‌شدند که در تقابل با لجیتیمیست‌ها که از دودمان اصلی سلسله بوربون حمایت می‌کردند، بودند.